# Kosořice
Kosořice település Csehországban, a Mladá Boleslav-i járásban. Kosořice Charvatce, Jabkenice, Dobrovice, Luštěnice, Smilovice és Pěčice településekkel határos. Lakosainak száma 521 fő (2024. január 1.).

## Népesség
A település lakosságának változását az alábbi diagram mutatja:
| Lakosok száma | 337  | 425  | 499  | 417  | 371  | 425  | 495  | 503  | 497  | 521  |
|               | 1869 | 1900 | 1921 | 1961 | 1980 | 2011 | 2016 | 2019 | 2021 | 2024 |